# Berta Jereb
Berta Jereb (Jamar, Veržun), slovenska zdravnica onkologinja, radioterapevtka, * 25. maj 1925, Črneče.

## Življenjepis
Jerebova je medicino študirala na Dunaju, v Ljubljani in Beogradu ter leta 1950 diplomirala na medicinski fakulteti v Ljubljani. Specializacijo iz radioterapije je opravila 1955 in doktorirala 1973 na Karolinskem inštitutu v Stockholmu, ker je bila od leta 1962 zaposlena vse do odhoda v ZDA 1973, kjer se je zaposlila v kancerološkem centru v New Yorku (1973-75 in 1977-84). Na Onkološkem inštitutu Ljubljani je bila zaposlena 1952-61, 1975-77 in 1984-91, od 1992 na Onkološkem inštitutu  vodi raziskovalne projekte. Leta 1993 je postala redna profesorica na Medicinski fakulteti v Ljubljani.

## Delo
Jerebova se je že v Stockholmu uveljavila na področju otroške onkologije. Sedaj deluje pri organizaciji medicinsko-socialne pomoči zbolelim za rakom v otroštvu (fundacija Mali vitez).
Objavila je okoli 150 strokovnoznanstvenih člankov v domači in tuji literaturi ter napisala številna poglavja v strokovnih knjigah. Med drugim je članica Mednarodne zveze za otroško onkologijo, kateri je bila od leta 1976 do 1980 tudi predsednica. 
Berta Jereb je 1998 prejela naziv ambasadorka RS v znanosti.